# Santa Lucía, Morelos
Santa Lucía är en ort i Mexiko.   Den ligger i kommunen Jantetelco och delstaten Morelos, i den sydöstra delen av landet, 90 km söder om huvudstaden Mexico City. Santa Lucía ligger 1 424 meter över havet och antalet invånare är 232.
Terrängen runt Santa Lucía är kuperad åt sydost, men åt nordväst är den platt. Runt Santa Lucía är det ganska tätbefolkat, med 134 invånare per kvadratkilometer. Närmaste större samhälle är Cuautla Morelos, 18,2 km nordväst om Santa Lucía. Omgivningarna runt Santa Lucía är en mosaik av jordbruksmark och naturlig växtlighet.